# Сіверський Георгій Леонідович
Георгій Леонідович Сіверський (1909–1997) — російський письменник, сценарист, лауреат Державної премії РРФСР імені братів Васильєвих (1971 — за сценарій телесеріалу «Ад'ютант його високоповажності»).
Мав освіту 7 класів, з 1931 — у військах НКВС. Закінчив заочно школу НКВС у 1939, політрук. Під час радянсько-німецької війни був керівником партизанського руху в Криму.
Автор декількох книг, автор сценаріїв:
- Ад'ютант його високоповажності (у співавторстві з Ігорем Болгариним)
- Без права на провал
- Дівчина з камери № 25

Помер 5 липня 1996 року. Похований на цвинтарі Абдал у Сімферополі, квартал № 14, поряд із бойовим товаришем В. І. Ніканоровим.